# Demis Hassabis
Demis Hassabis (Londra, 27 luglio 1976) è un neuroscienziato, imprenditore, scacchista, ricercatore di intelligenza artificiale e designer di videogiochi britannico.
Enfant prodige degli scacchi avendo raggiunto il suo massimo a 13 anni con un punteggio Elo di 2300, e imprenditore conosciuto soprattutto per aver co-fondato e per essere amministratore delegato di DeepMind, di proprietà del gruppo Alphabet, nel 2020 ha vinto il prestigioso premio Dan David per il suo contributo negli studi nell'intelligenza artificiale.
Nel 2024 ha ricevuto il Premio Nobel per la chimica, insieme a John M. Jumper, "per i sistemi di predizione delle proteine". I due hanno condiviso il premio con David Baker, premiato "per la progettazione computazionale delle proteine".

## Biografia
Demis Hassabis nasce a Londra il 27 luglio 1976 da padre greco-cipriota e madre cinese singaporiana. Bambino prodigio negli scacchi, rappresenterà molte squadre giovanili di scacchi inglesi. Dopo una breve esperienza presso un'azienda inglese di videogiochi come video game designer, si iscriverà alla facoltà di informatica dell'università di Cambridge, dove si laureerà nel 1997. Nel 2009 ottiene il dottorato in neuroscienza cognitiva presso l'University College di Londra, concentrando il suo lavoro sul come migliorare lo sviluppo dell'intelligenza artificiale tramite i meccanismi del cervello umano. Continuerà la ricerca al MIT e a Harvard.

### Elixir Studios
Nel 1998 fonda Elixir Studios, una società di videogiochi che firmerà accordi di pubblicazione con Eidos Interactive, Vivendi Universal e Microsoft. La società è famosa principalmente per Republic: The Revolution, un videogioco strategico del 2003 per Microsoft Windows, ambientato in un'immaginaria repubblica ex-sovietica, e Evil Genius, un videogioco strategico del 2004 per Microsoft Windows, il cui seguito è stato pubblicato nel 2021 da Rebellion Developments. La società fu venduta a compratori vari nel 2005.

### DeepMind
Nel 2010, con Shane Legg e Mustafa Suleyman, fonda DeepMind, una società che mira a fondere intuizioni dalla neuroscienza e dall'apprendimento automatico con nuovi sviluppi nell'hardware informatico per sbloccare algoritmi di apprendimento general-purpose sempre più potenti che lavoreranno verso la creazione di un'intelligenza artificiale generale (AGI). La società si è concentrata sull'addestramento di algoritmi di apprendimento per padroneggiare i giochi e nel dicembre 2013 ha annunciato di aver fatto una svolta pionieristica addestrando un algoritmo chiamato Deep Q-Network (DQN) per giocare ai giochi Atari a livello extra umano usando solo i pixel grezzi sullo schermo come input.
Dall'acquisizione di Google, la società ha registrato una serie di risultati significativi tra cui il più noto è stato il progetto AlphaZero, ovvero la creazione di numerosi software con ricerca ad albero Monte Carlo applicati a diversi giochi da tavolo. Il programma AlphaGo sconfisse il campione del mondo Lee Sedol nel complesso gioco di Go, ricalcando le modalità delle note sfide tra il campione del mondo di scacchi Garri Kasparov e il programma IBM Deep Blue, mentre le versioni del programma progettate per gli scacchi al loro rilascio prevalsero contro i migliori motori scacchistici in circolazione. Go era considerato una grande sfida per l'IA, per il suo alto numero di possibili posizioni di bordo e a causa della difficoltà di mettere in pratica le tecniche di programmazione esistenti al momento. AlphaGo ha battuto il campione europeo Fan Hui 5-0 nell'ottobre 2015, prima di vincere 4-1 contro l'ex campione del mondo Lee Sedol nel marzo 2016.
I software di DeepMind in seguito a ciò furono adattati dai giochi da tavolo alla risoluzione di diverse esigenze pratiche: altri traguardi della società includono la creazione di una macchina Neural Turing, l'avanzamento nella ricerca sulla sicurezza dell'IA, e la creazione di una partnership con il National Health Service (NHS) del Regno Unito e con il Moorfields Eye Hospital per migliorare il servizio medico e identificare l'insorgenza di condizioni degenerative degli occhi.
Nel dicembre 2018 lo strumento DeepFind AlphaFold ha vinto la 13ª valutazione critica delle tecniche per la determinazione del ripiegamento delle proteine (CASP) predittivo con il successo della struttura più accurata per 25 su 43 proteine.
DeepMind è stata anche responsabile dei progressi tecnici nell'apprendimento automatico, avendo prodotto una serie di articoli premiati. In particolare, l'azienda ha compiuto progressi significativi nel deep learning e nel reinforcement learning e ha aperto la strada al campo del deep reinforcement learning che combina questi due metodi. Hassabis ha predetto che l'intelligenza artificiale sarà "una delle tecnologie più vantaggiose del genere umano", ma permangono importanti questioni etiche.